# Igor Kostenko
Igor Kostenko (ukrajinsky І́гор І́горович Косте́нко; 31. prosince 1991 Zubrec, Čortkivský rajón, Ukrajina – 20. února 2014 Kyjev) byl ukrajinský novinář, student a aktivista Euromajdanu. Zemřel při konfliktu na kyjevské ulici Institute.

## Život
Dětství prožil u prarodičů. Později studoval geografii na Lvovské univerzitě. Byl aktivním wikipedistou. Kromě toho pracoval jako novinář v online vydání časopisu Спортаналитика.
V roce 2014 se aktivně účastnil společensko-politického hnutí Euromajdan, někdy cestoval do Kyjeva, aby se zúčastnil masových demonstrací. Dne 20. února 2014 byl zavražděn během ozbrojeného střetu na kyjevské ulici Institute, blízko kyjevského Náměstí nezávislosti. Byl zasažen dvěma kulkami, jednou do hlavy a druhou do hrudníku. Kromě toho byly u zemřelého nalezeny těžké zlomeniny nohou. Byl pohřben ve své vesnici. Před jeho pohřbem se v Ternopilu sešlo na smutečním setkání více než pět set lidí.

### Působení na Wikipedii
Po několik let byl Kostenko aktivním wikipedistou (jako Ig2000), vytvořil v ukrajinském jazyce více než 280 článků a propagoval Wikipedii na stránkách sociálních sítí. Po jeho smrti zorganizovala ukrajinská Wikipedie na jeho památku akci, při které bylo během jednoho dne (27. dubna 2014) vytvořeno téměř tisíc nových článků. Dne 11. srpna 2014, během výroční mezinárodní konference Wikimania 2014, zakladatel Wikipedie Jimmy Wales jmenoval Kostenka „Wikipedistou roku“. Bylo zdůrazněno, že se jedná o uznání za jeho aktivitu ve Wikipedii, aktivitu směřující k popularizaci Wikipedie navenek a za aktivní občanský postoj.